# Saint-Martin-de-Lansuscle
Saint-Martin-de-Lansuscle là một xã ở tỉnh Lozère trong vùng Occitanie, phía nam nước Pháp.